# Oasis Hong Kong Airlines
OASiS Hong Kong Airlines (Traditioneel Chinees: 甘泉香港航空有限公司) was een low-cost carrier in Hongkong die failliet is gegaan op 9 april 2008. Het was de eerste low-cost maatschappij ter wereld die langeafstandsvluchten aanbiedt. Sinds 26 oktober 2006 vlogen ze vier keer per week met een Boeing 747-400 van Hong Kong International Airport naar Londen Gatwick.

## Bestemmingen
- London Gatwick
- Vancouver International Airport

## Vloot
- 4  Boeing 747-400

## Eerste vlucht
De eerste commerciële vlucht van OASiS had eigenlijk plaats moeten vinden op 25 oktober 2006, maar voor vertrek gaf Rusland de luchtvaartmaatschappij geen toestemming om door Russisch luchtruim te vliegen. Hierdoor was de eerste vlucht vertraagd naar de volgende dag, hetgeen een slechte start betekende voor OASiS. De gedupeerden kregen gratis een extra ticket.

## Bijzonderheden
OASiS koos ervoor het prijsvechtersmodel slechts gedeeltelijk over te nemen. Anders dan de meeste low-cost maatschappijen had OASiS ook een uitgebreide businessclass (waarmee het een hogere omzet kon behalen dan met de economy class) en koos het niet voor secundaire vliegvelden. Ook was er entertainment aan boord en werden er maaltijden geserveerd.

## Toekomst
OASiS was van plan te vliegen op Rome, Milaan, Oakland, New York, Berlijn, Keulen, Frankfurt, Parijs en Chicago.

## Faillissement
Op 9 april 2008 is Oasis failliet gegaan. Oasis wist haar operaties niet winstgevend te krijgen en verloor sinds haar oprichting 128 miljoen dollar. De hoge olieprijzen, het nog onbewezen business model ("low fare-long haul") en onenigheid onder de investeerders worden genoemd als mogelijke oorzaken van het faillissement.